# Prato della Valle

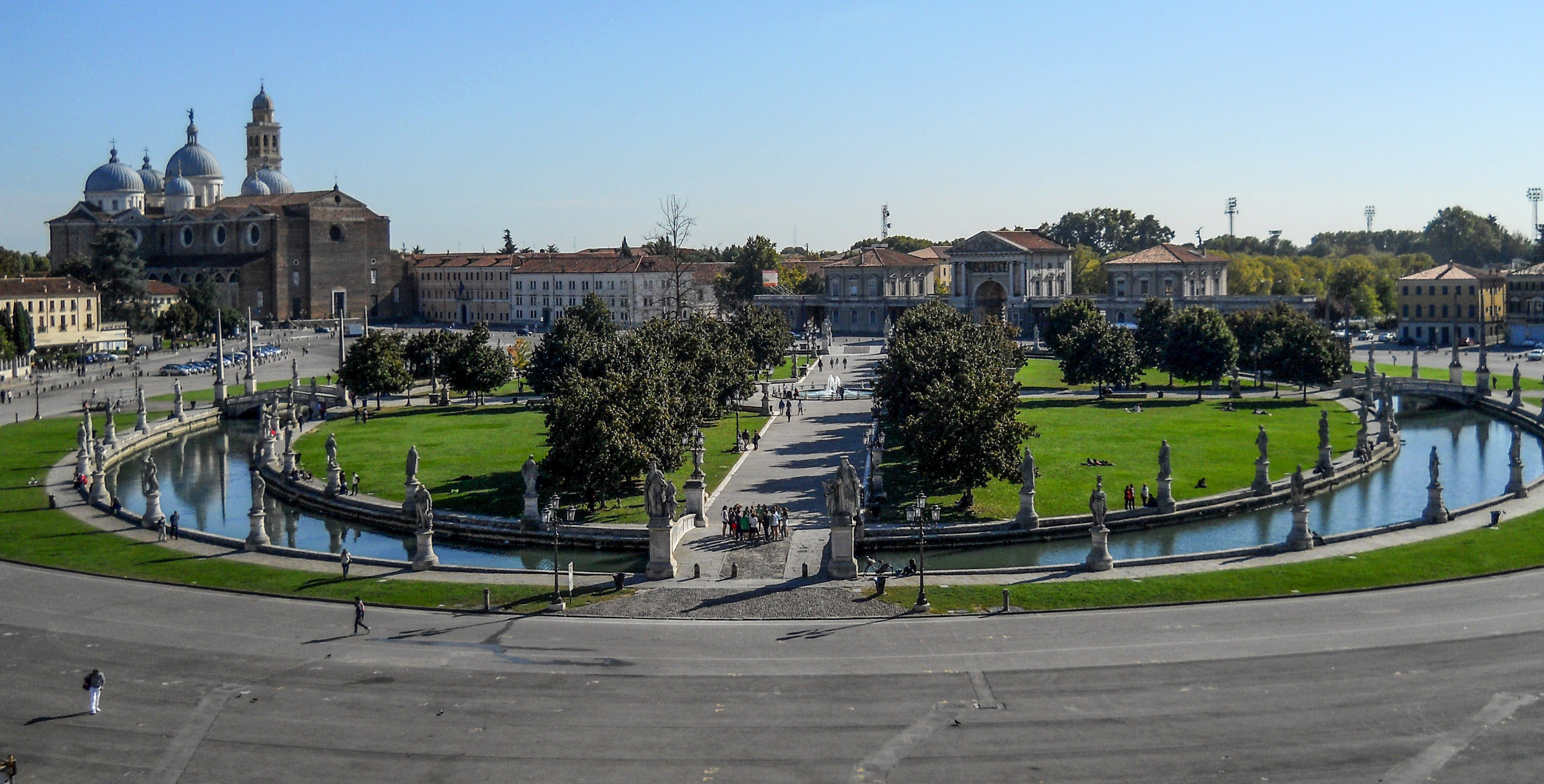
Der Prato della Valle, im Hintergrund die Basilika Santa Giustina, 2012

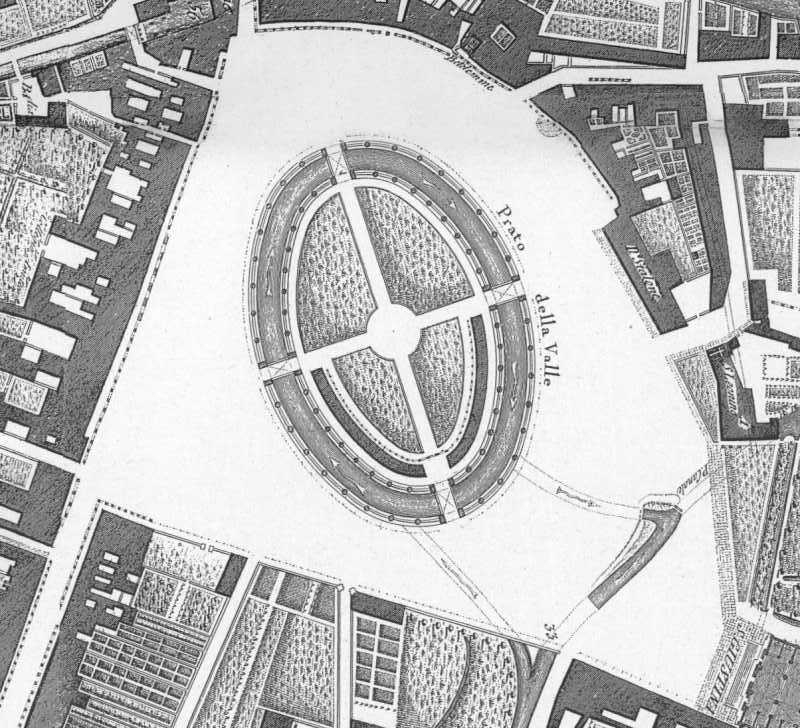
Plan des Prato aus dem 18. Jahrhundert

Der Prato della Valle (Pra de ła Vałe auf Venetisch) ist ein Platz im italienischen Padua. Die „Wiese“ ist mit rund 90.000 Quadratmetern nicht nur der größte Platz der Stadt, sondern auch einer der größten innerstädtischen Plätze Europas.
Schon zu römischer Zeit fanden dort öffentliche Veranstaltungen statt, ebenso im Mittelalter und in späteren Jahrhunderten. Seine heutige elliptische Form mit einer Insel in der Mitte, zwei sie umsäumenden Reihen von 78 Statuen von Persönlichkeiten mit Verbindung zu Padua und einem sie umfließenden Kanal erhielt der Platz im 18. und 19. Jahrhundert. Am Prato liegt die Basilika Santa Giustina, eine der größten Kirchen der Welt.

## Namensgebung
In der römischen Zeit sowie im Frühmittelalter war das Gelände als Campo di Marte oder Campo Marzo (Marsfeld) bekannt, weil es unter anderem für militärische Aufmärsche genutzt wurde – Mars war der römische Gott des Krieges. Später wurde es als Valle del Mercato bezeichnet, weil dort Märkte und Warenmessen stattfanden. Wegen der benachbarten Basilika Santa Giustina wurde auch der Name Prato di Santa Giustina benutzt. Die Bezeichnung Prato della Valle (Pratum Vallis) ist erstmals im 12. Jahrhundert erwähnt: Pratum bezeichnet eine Wiese, Valle bezog sich darauf, dass das Gelände in einer Senke lag. In der Zeit des Königreichs Italien (1861–1946) trug das Gelände offiziell den Namen Piazza Vittorio Emanuele II nach König Viktor Emanuel II., im Volksmund wurde jedoch weiter vom Prato della Valle gesprochen. Eine weitere volkstümliche Bezeichnung ist Prà senza erba (Wiese ohne Gras), weil nach der Umgestaltung Ende des 18. Jahrhunderts wegen der hohen Bäume auf dem Platz oftmals kein Gras mehr wuchs.

## Geschichte

### Das ursprüngliche Areal

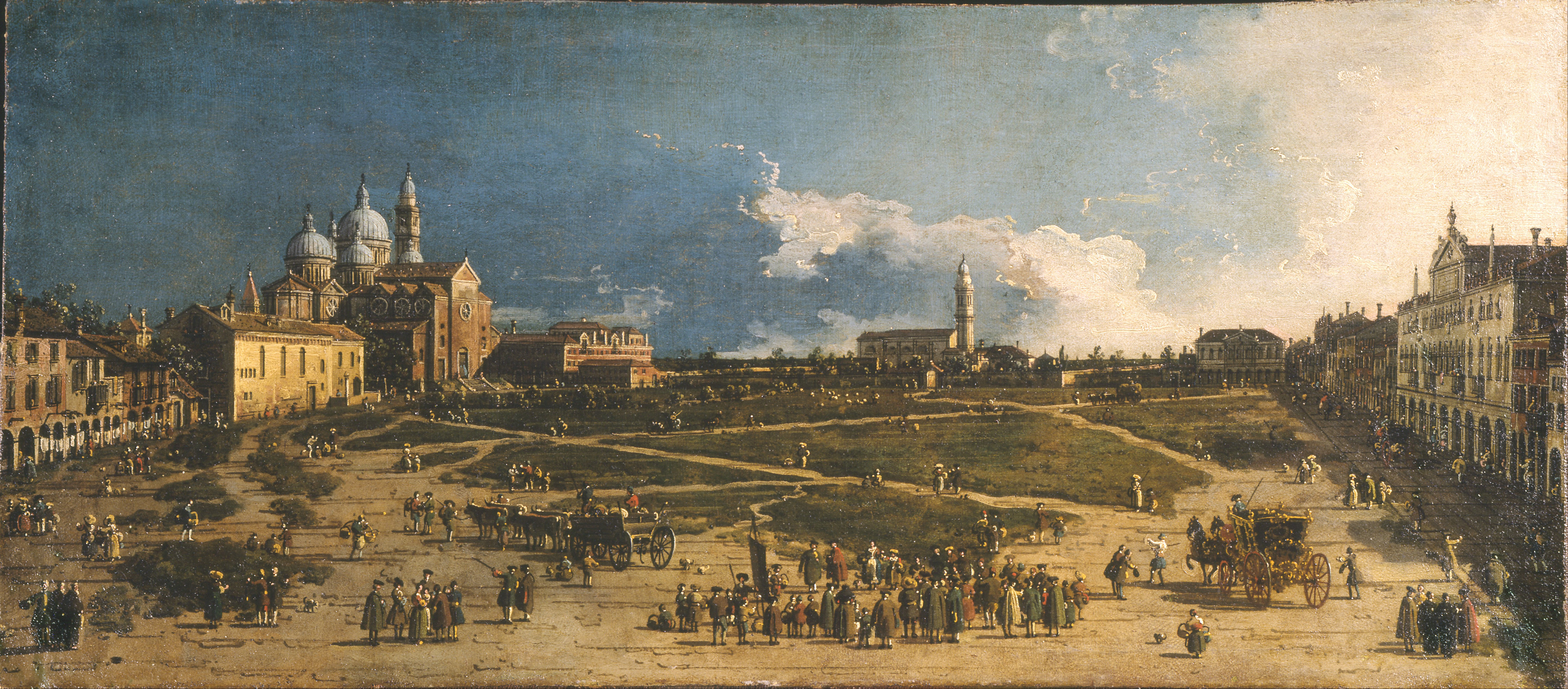
Giovanni Antonio Canal, Ansicht des Prato vor seiner Neugestaltung, 1741–1746, Museo Poldi Pezzoli

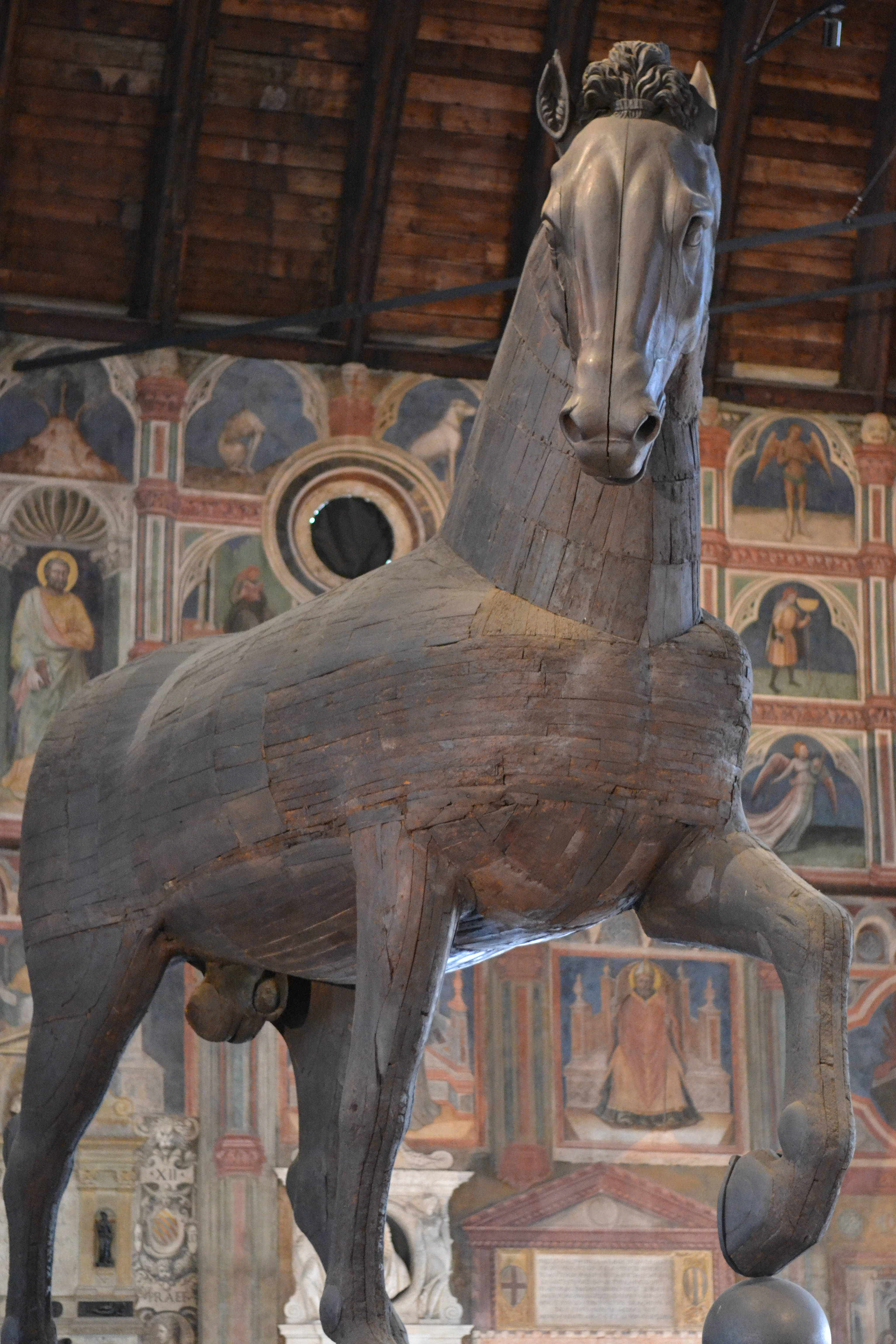
Hölzernes Pferd aus dem Jahr 1466, heute ausgestellt im Palazzo della Ragione

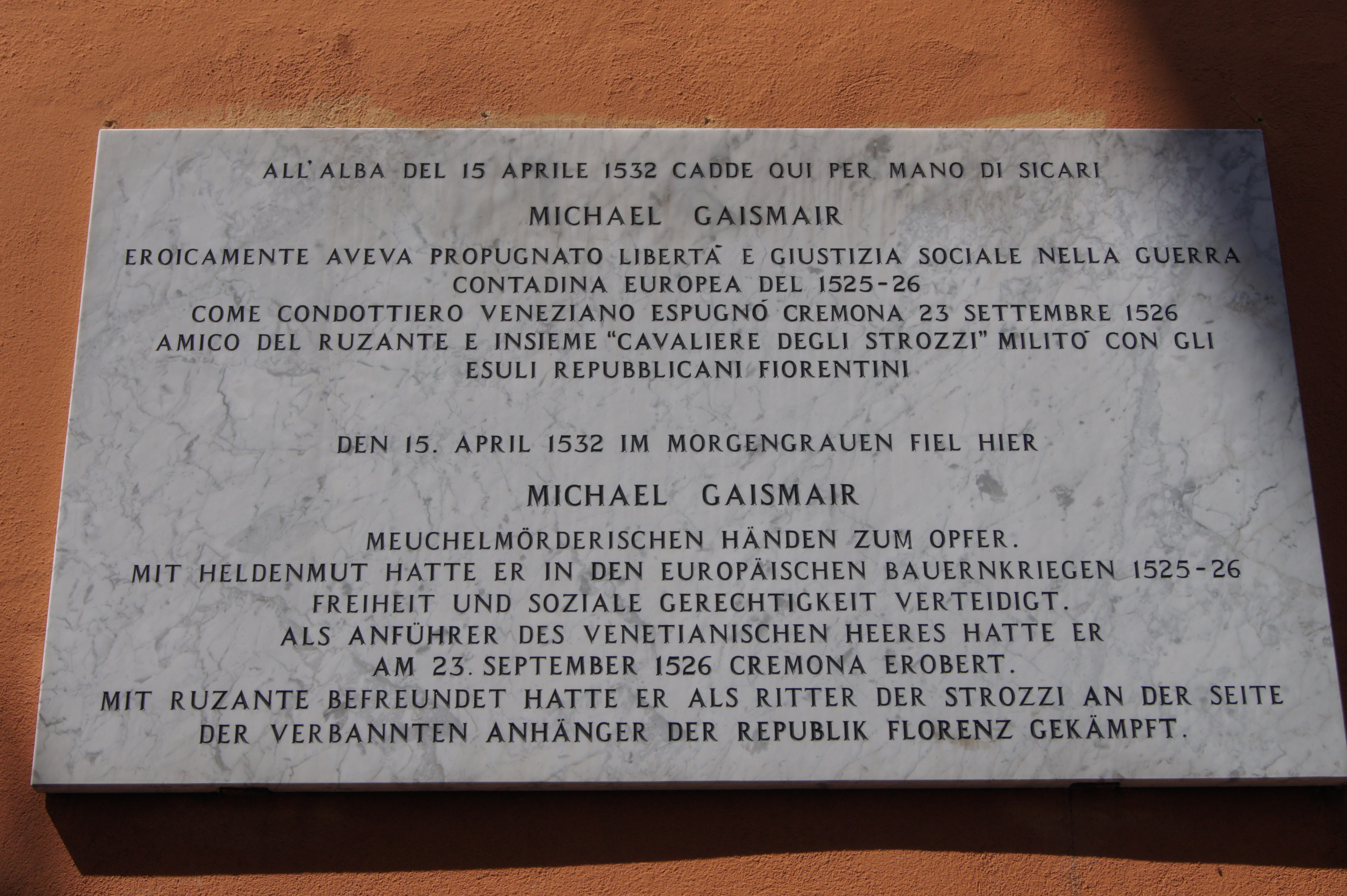
Gedenktafel für Michael Gaismair am Ort seiner Ermordung

Der Campo di Marte lag südlich des antiken römischen Zentrums und der großen Biegung des Medoacus, dem alten Flussbett des Brenta. Hier führte die venetische Straße entlang, die Patavium (Padua) mit Ateste (Este) und der Adria verband. Auf dem Campo befanden sich wichtige Gebäude wie das Theater Zairo auf der Ostseite, dessen Fundamente sich unter der heutigen Anlage befinden sowie die Arena der Stadt. Seit der Renaissance wurde immer wieder behauptet, dort habe sich ein Concordia-Tempel befunden, doch gilt dies angesichts der Tatsache, dass sich dort ein Friedhof befand, als widerlegt.
452 wurde die Stadt zunächst von den Hunnen unter Attila zerstört, die wiederaufgebaute Stadt im Jahre 613 von den Langobarden niedergebrannt. Die antiken Bauten wurden dabei größtenteils zerstört. Die meisten Bewohner verließen die Stadt und siedelten sich in der Gegend von Monselice an oder in der Lagune von Venedig.
589 veränderte der Brenta durch eine Reihe von Überschwemmungen in der Po-Ebene seinen Lauf; das gesamte Stadtgebiet wurde überflutet und war auch weiterhin von saisonalen Überschwemmungen betroffen. Das niedrigliegende Prato-Gelände entwickelte sich in der Folge zu einem sumpfigen Gebiet voller Mücken. 899 plünderten Ungarn die Stadt. 970 besichtigte der Bischof von Padua, Gauslinus Transalgardo, das Areal und fand es „verwüstet und verlassen“. Er initiierte eine Umgestaltung des Prato sowie den Bau des reich ausgestatteten Klosters Santa Giustina, das von den Ungarn gleichfalls zerstört worden war.
Ab Mitte des 11. Jahrhunderts gab es auf dem Areal Märkte und Warenmessen. Jährlich im Oktober und November wurden die großen kirchlichen Messen zu Ehren der Schutzheiligen Justina und Prosdocimus, der Legende nach erster Bischof der Stadt, gefeiert.
Die Märkte und die damit verbundenen Rechte waren Anlass zu zahlreichen Rechtsstreitigkeiten zwischen der Stadt und dem Kloster Santa Giustina. 1077 erteilte der Bischof Udalricus ein Placitum, das den Mönchen von Santa Giustina den Besitz des Prato bestätigte und sich selbst das Recht vorbehielt, die noch vorhandenen Überreste des römischen Theaters als Steinbruch für den Bau des Klosters zu nutzen. Es heißt im Volksmund, dass die Ruinen des römischen Theaters für den Bau der Rialtobrücke in Venedig verwendet wurden, die der Bischof von Padua an Venedig verpfändet habe, um seine dortigen Schulden zu bezahlen. Da die erste steinerne Rialtobrücke erst im 16. Jahrhundert errichtet wurde, gilt diese Geschichte als Legende.
Ab dem 12. Jahrhundert fanden neben den Jahrmärkten und Messen Theatervorstellungen und Spiele auf dem Prato statt: So gab es Aufführungen wie Der wilde Mann sowie Darstellungen der Passion und der Auferstehung. Beim Castello d’Amore, einer venetischen Tradition, mussten junge Männer eine auf dem Platz aufgebaute Burg, in der sich Mädchen befanden, durch das Werfen von Obst erobern, die die Mädchen ebenfalls mit Obstwürfen verteidigten. Auf die Eroberung, die zu vielen Ehen geführt haben soll, folgten Feiern und Bankette.
Ab 1257 wurde auf der den Prato umgebenden Promenade jährlich ein Pferderennen zur Feier der Befreiung von der Tyrannei des Ezzelino III. da Romano im Jahr zuvor veranstaltet. Am 7. Oktober 1399 endete auf dem Prato eine prächtige Prozession, Bianchi genannt, die neun Tage lang die ganze Stadt durchquert hatte und um Frieden für das folgende Jahrhundert bat. Während einer Karnevalsveranstaltung im Jahre 1466 wurde ein riesiges hölzernes Pferd auf dem Prato aufgestellt, als Anspielung auf den legendären Trojaner Antenor als Gründer der Stadt und das Trojanische Pferd. Geschaffen wurde es nach dem Vorbild des Pferdes des Condottiere Gattamelata von Donatello, dessen Denkmal vor der Basilika des Heiligen Antonius in Padua steht. 1808 fanden im Prato erste Wagenrennen mit sogenannten Padovanelle statt, Vorfahren des modernen Sulky für Trabrennen; die Rennen wurde bis in das 20. Jahrhundert ausgetragen.
An Palmsonntag war der Prato der traditionelle Ort der Versammlung „aller freien Männer von Padua“. 1238 hielt Petrus de Vinea vor ihnen im Auftrag von Kaiser Friedrich II. eine Rede, um die Bürger im Konflikt mit dem Papst auf Friedrichs Seite zu ziehen.
Ende des 14. und Anfang des 15. Jahrhunderts wurde der Maglio Carrarese (die städtische Schmiede) in der Nähe des Prato gebaut. Diese nutzte Wasser aus den nahgelegenen Kanälen. Zusammen mit Dämmen, die für den Betrieb der notwendigen Mühlen erbaut wurden, hatten diese Anlagen neuerliche Überschwemmungen des Geländes zur Folge. Obwohl der Prato daher weiterhin sumpfig und feucht war, weil das Wasser aus der Senke nicht abfließen konnte, behielt er seine Bedeutung als Marktplatz und Veranstaltungsstätte für Volksspektakel und religiöse Andachten.
Am 15. April 1532 wurde der Tiroler Revolutionär Michael Gaismair, der vor den Österreichern in die Republik Venedig geflohen und auf den ein Kopfgeld ausgesetzt war, auf dem Prato von drei Männern mit 42 Messerstichen ermordet. Die Stelle, an der er ermordet wurde, ist heute mit einer Gedenktafel markiert.

### Die Neugestaltung

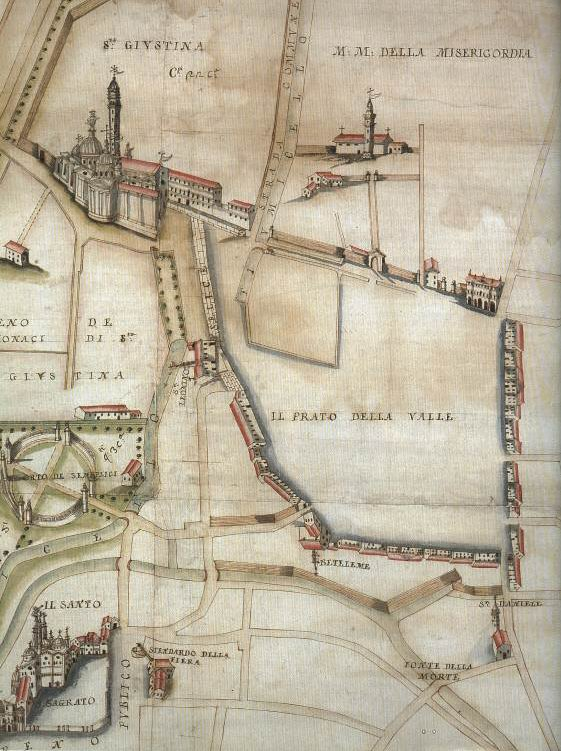
Plan des Prato im Jahre 1767, vor der Projektausführung von Andrea Memmo

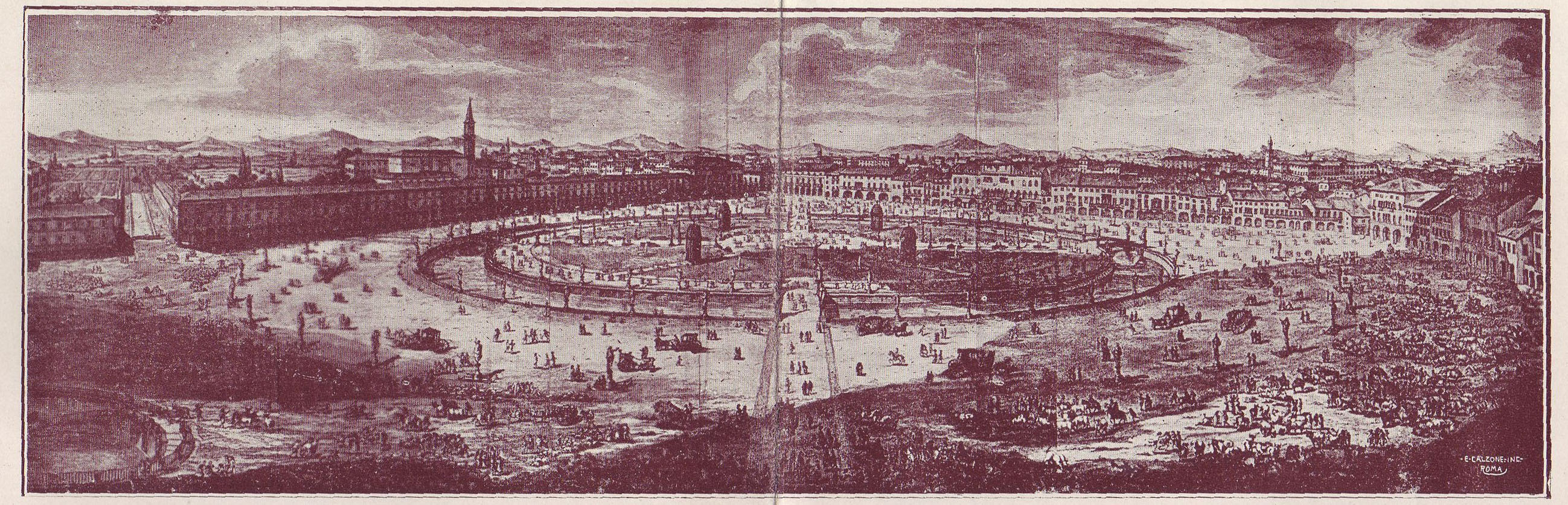
Der künftige Prato auf einem Kupferstich von Francesco Piranesi, 1786

1767 ging der Prato nach jahrhundertelangen erbitterten Auseinandersetzungen vom Besitz des Klosters in den der Stadt über, nachdem die Regierung der Republik Venedig, zu der Padua seit 1405 gehörte, dies verfügt hatte. Die Übergabe war Voraussetzung dafür, dass das sumpfige Gelände trockengelegt und befestigt werden konnte. Im selben Jahr wurde die Presidenza del Prato della Valle eingerichtet, eine Institution, in der vier namhafte paduanische Bürger saßen und die den Zweck hatte, den Prato zu verwalten und die Durchführung von Veranstaltungen zu unterstützen.
Eigentlicher Organisator der Neugestaltung war der venezianische Politiker Andrea Memmo, der seit 1775 in Padua das Amt des Provveditore innehatte. Er beauftragte den Abt Domenico Cerato, Professor für Architektur an der Universität Padua, mit der praktischen Durchführung. Padua galt zu dieser Zeit als rückständig, etwa im Gegensatz zu Verona, das zu Beginn des Jahrhunderts durch zahlreiche neue Bauten aufgewertet worden war. Der französische Enzyklopädist Charles de Brosses schrieb damals über die Stadt, man könne sich kaum etwas „Ärmeres, Traurigeres und Verlasseneres“ vorstellen. Memmo wollte die verarmte Stadt baulich und dadurch wirtschaftlich beleben, sein Hauptaugenmerk lag dabei auf dem Prato. Seine Pläne für den Aufschwung der Stadt wurden von dem Gelehrten Melchiorre Cesarotti unterstützt. Der Prato sollte ein neues Zentrum des sozialen und wirtschaftlichen Lebens in Padua werden und die Attraktivität der Stadt für ausländische Reisende erhöhen.
In der Mitte des Platzes wurde eine von einem Kanal umflossene ovale Insel vorgesehen, die erhöht liegen sollte. Auf der Insel sollten sich zwei von Bäumen flankierte Wege kreuzen. Über den Kanal waren zwei von Obelisken flankierte Brücken auf die Mittelinsel vorgesehen, nach Memmo später Memmia genannt. Der Verlauf der Längsachse der ellipsenförmigen Anlage war von Nordwesten nach Südosten geplant.
Die Arbeiten begannen im Sommer 1775, um erste sichtbare Ergebnisse bei der Herbstmesse von Santa Giustina vorzeigen zu können.
Während seiner Aufenthalte in Padua kontrollierte Memmo den Fortschritt der Arbeiten täglich; er wohnte derweil im Palazzo Angeli am nördlichen Eingang des Prato, einem Gebäude aus dem 15. Jahrhundert, das früher Kardinal Bessarion gehört hatte.
Mittelpunkt wurde die Insel Memmia. Sie entstand, indem die zentrale Senke des Platzes mit 10.000 Wagenladungen Erde aufgefüllt wurde. Der elliptische Kanal, der die Insel umgibt, wurde von dem Kanal Alicorna gespeist, diente aber gleichzeitig der Entwässerung. Das Wasser sollte durch zwei Mündungen abfließen, die sich unter der südlichen Brücke (Ponte dei Papi) befinden.
Der Kanal sollte auf beiden Seiten von 88 Statuen umsäumt werden. 1776 legte die Presidenza die Regeln für die Auswahl der abzubildenden Personen vor: Diese sollten verstorben sein und keine Heiligen, da diese den Kirchen vorbehalten sein sollten, und alle Personen mussten eine Verbindung zur Stadt Padua haben. Bei den ausgewählten Personen handelte es sich um Universitätsprofessoren, Künstler, Condottieri oder ehemalige Herrscher der Stadt, die Dichterin Gaspara Stampa als einzige Frau. Ursprünglich waren 88 Statuen geplant, die entlang des Kanals positioniert werden sollten. Die Skulpturen wurden von Bürgern aus Padua gestiftet. Eine Statue kostete zwischen 135 und 150 Dukaten (Zecchini), die in Raten über mehrere Jahre gezahlt werden konnten.
Ein Kupferstich von Francesco Piranesi aus dem Jahre 1786 auf der Basis einer Zeichnung von Giuseppe Subleyras zeigt das geplante Aussehen des Prato. Memmo ließ diesen Druck anfertigen, um als Botschafter der Serenissima beim Heiligen Stuhl römischen Adligen das Projekt vorzustellen, in der vergeblichen Hoffnung, sie würden die geplanten Statuen mitfinanzieren. Die Neugestaltung wurde 1786 von Vincenzo Radicchio in einem Buch dargestellt und erläutert.
Zunächst aufgebaute feste Marktstände, mit deren Pacht der Umbau mitfinanziert werden sollte, wurden 1782 auf Anweisung von Memmo selbst wieder abgebaut und an den Südrand des Platzes vor das Kloster Misericordia verbannt, um den Gesamteindruck des Prato nicht zu beeinträchtigen.
Unter den ausländischen Reisenden, die den neuen Prato besuchten, befand sich am 27. September 1786 Johann Wolfgang von Goethe, der diesen in seinem Bericht Italienische Reise beschrieb.
Andrea Memmo starb 1796, und anschließend geriet sein Projekt ins Stocken. Nach der Besetzung Paduas 1797 durch die napoleonische Armee wurden sechs Statuen venezianischer Dogen von französischen Soldaten zerstört. Einige Sockel blieben seither leer, oder es wurden Obelisken auf ihnen aufgestellt.

### 19. und 20. Jahrhundert

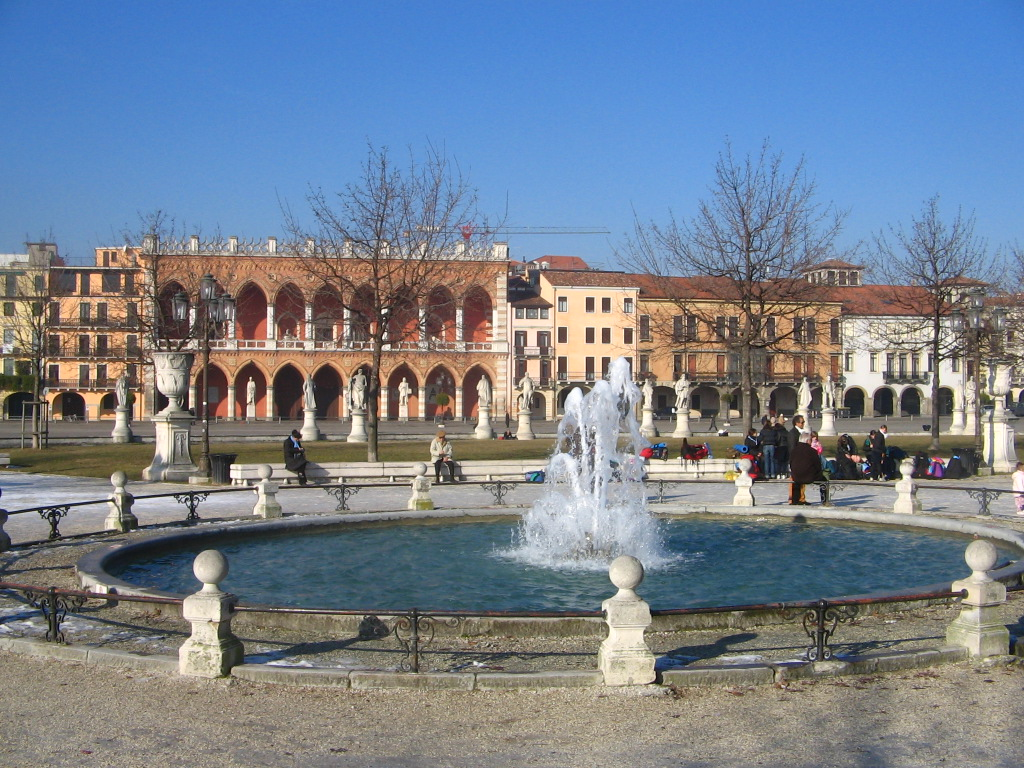
Der Brunnen auf der Memmia, im Hintergrund die Loggia Amulea

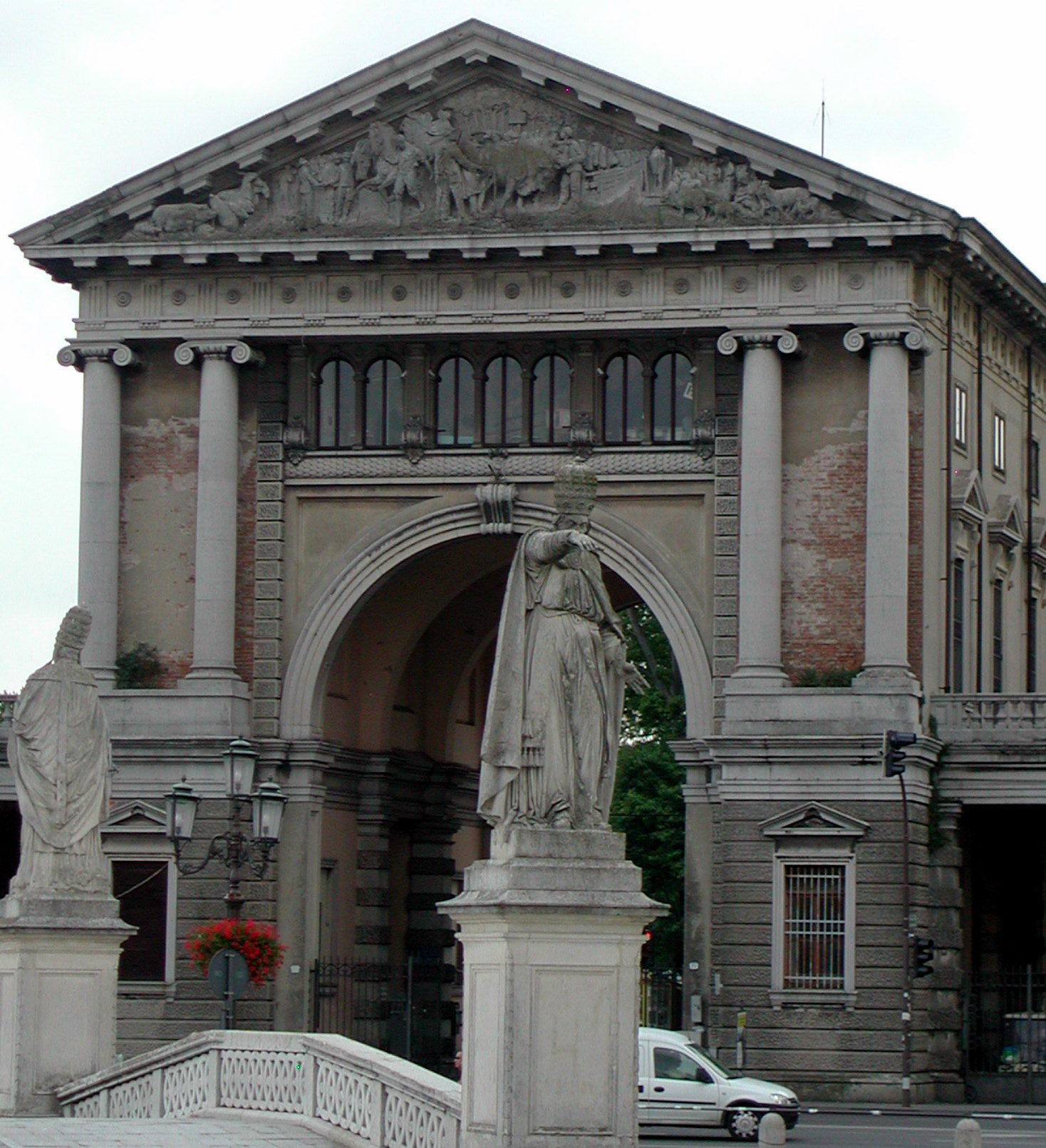
Das Foro Boario am Südende des Platzes

Nach dem Wechsel von der französischen zur österreichischen Herrschaft im Jahre 1814 wurden Memmos Ideen der Platzgestaltung aufgegriffen und fortgeführt. Bis 1838 wurden die restlichen Statuen aufgestellt. Zudem wurden insgesamt 100 Tulpenbäume und Platanen auf der Memmia gepflanzt. Da die Platanen jedoch das Wachstum der Tulpenbäume hemmten, ersetzte man diese im 19. Jahrhundert ebenfalls durch Platanen. Die Bäume, die bis zu 40 Meter Höhe erreichen können, versperrten im Laufe der Jahre die Sicht auf den Prato und seine Statuen und beeinträchtigten den Gesamteindruck. Im Laufe des 19. Jahrhunderts bekamen die Insel und der Kanal ihre endgültige Form, auch wenn sie nicht vollständig dem ursprünglichen Plan entsprachen. Der von Beginn an vorgesehene Brunnen in der Mitte der Memmia wurde erst 1926 eingeweiht.
Am 22. August 1808 stiegen hier die Luftfahrtpioniere Pasquale Andreoli und Carlo Brioschi mit einem Heißluftballon auf. 1825 sprang die französische Luftakrobatin Elise Garnerin mit einem Fallschirm aus einem Ballon und landete auf dem Prato. Von 1921 bis 1928 wurde die Via Beato Luca Belludi angelegt, die den Prato auf direktem Wege mit der Basilika des Heiligen Antonius (Il Santo) verbindet. 1938 fand auf dem Prato eine Kundgebung mit Benito Mussolini vor 300.000 Menschen statt. 1982 feierte Papst Johannes Paul II. eine Messe auf dem Prato della Valle.
In beiden Jahrhunderten wurde der Prato für militärische Paraden sowohl von der italienischen Armee als auch von ausländischen Armeen genutzt.

## Der Prato heute

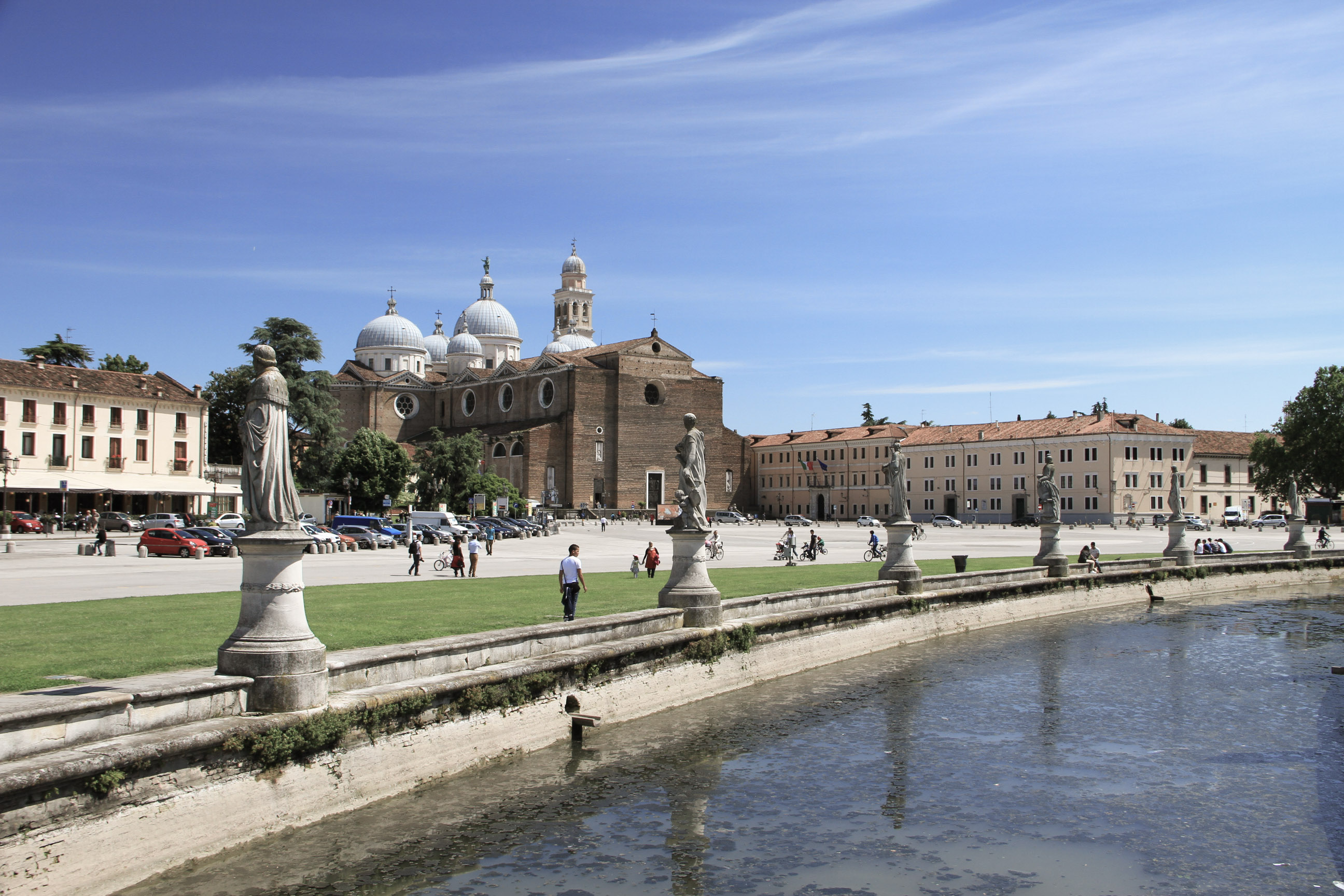
Der Prato mit der Basilika Santa Giustina

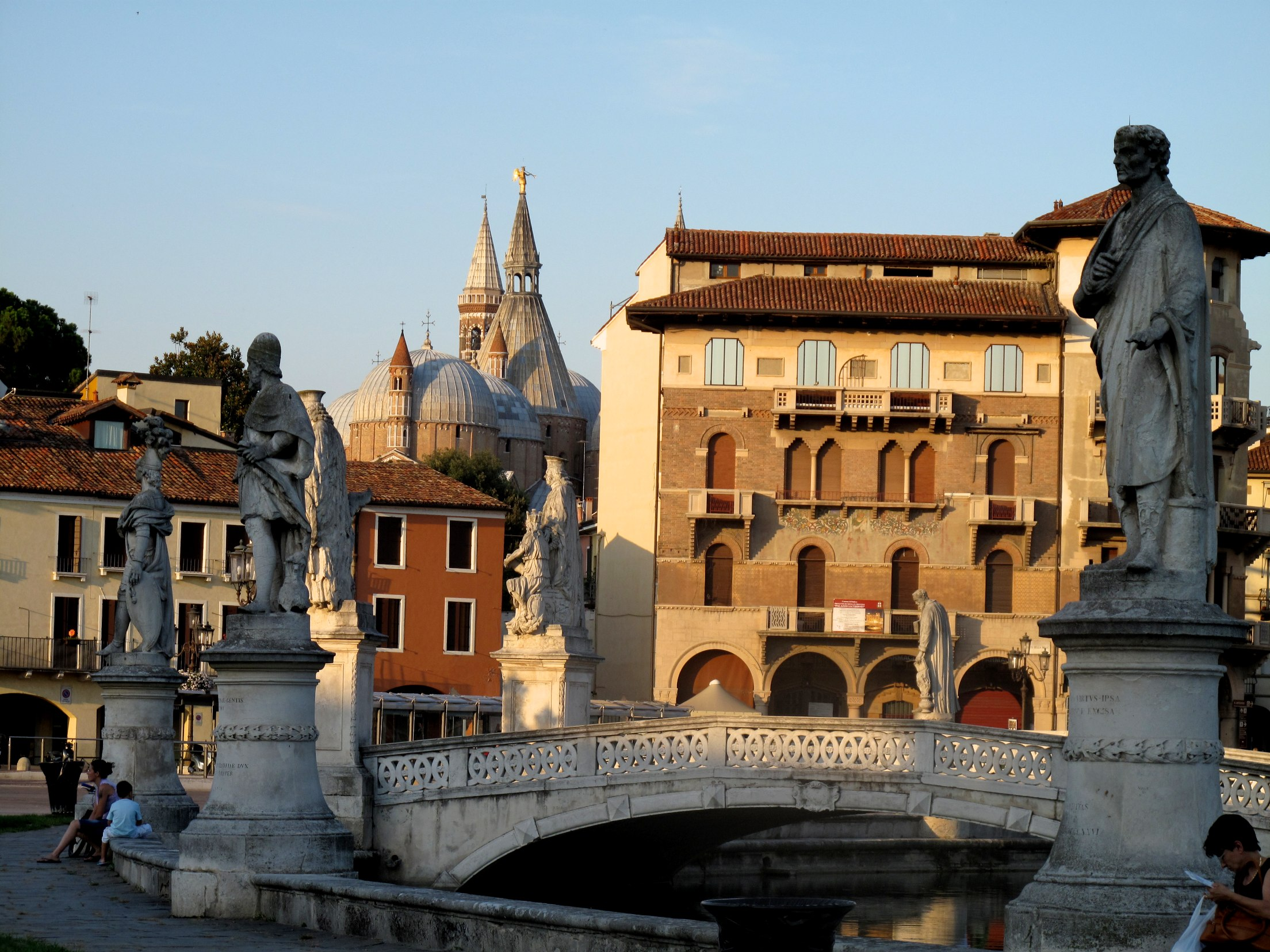
Brücke auf den Prato mit Il Santo im Hintergrund

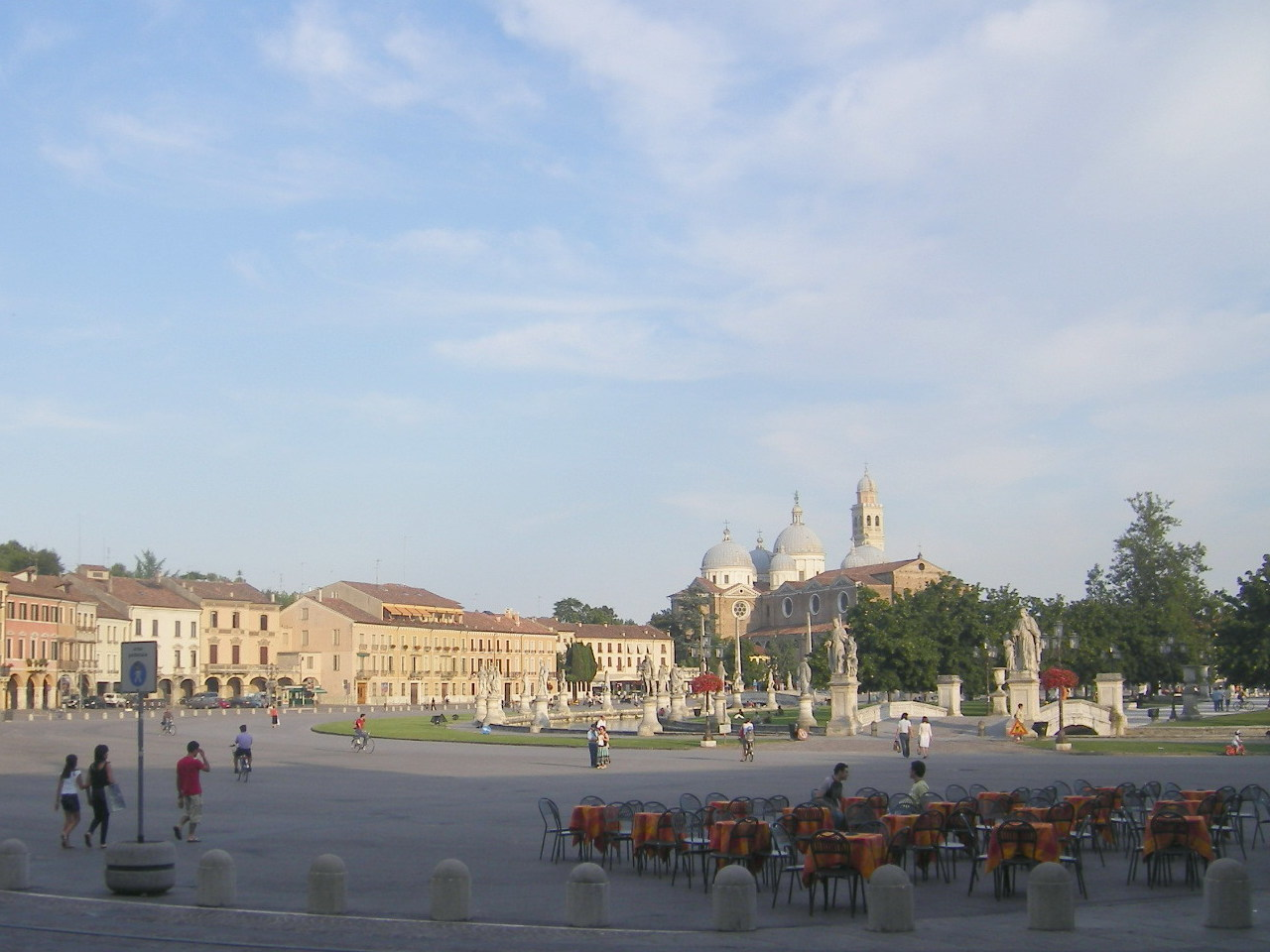
Der Platz heute

Ab den 1960er Jahren wurde der Prato von den Paduanern hauptsächlich als Parkplatz genutzt; durch städteplanerische Maßnahmen in den 1990er Jahren ist er weitgehend autofrei und Fußgängern, Radfahrern, Skatern und der Straßenbahn vorbehalten.
Bis 1990 mussten die auf dem Prato stehenden Platanen gefällt werden, da sie von dem Pilz Ceratocystis fimbriata befallen waren. Sie wurden durch 50 Spitzahorne ersetzt, die nur bis 20 Meter hoch werden und nicht so stark belaubt sind.
Jeden Samstag gibt es den traditionellen Wochenmarkt von Padua mit über 160 Ständen und jeden dritten Sonntag des Monats einen Markt für Antiquitäten. Mehrmals im Jahr finden auf dem Prato Konzerte, Festivals und Public Viewing statt. Die seit dem Jahr 2000 jährlich ausgetragene Laufveranstaltung Maratona S. Antonio endet auf dem Prato.
Zum Fest Ferragosto im Jahre 2018 kamen 70.000 Menschen auf den Prato. Auch ist der Platz wiederholt Ort für Demonstrationen: So bevölkerten ihn im April 2019 über 1000 Schafe, deren Hirten gegen die aktuelle Landwirtschaftspolitik protestierten, im September des Jahres endete hier eine „Fridays for Future“-Kundgebung. Am 10. Juli 2022 endete auf dem Platz die letzte Etappe des Giro d’Italia Donne (mit einem Sieg der Italienerin Chiara Consonni).

## Gebäude in der Umgebung
Am Prato della Valle befanden und befinden sich bedeutende Gebäude. Am prägnantesten ist die Basilika Santa Giustina mit dem dazugehörigen Kloster. Der Überlieferung nach wurde die christliche Märtyrerin Justina gegen Ende der Herrschaft Kaiser Maximians auf einem Friedhof in der Nähe des Prato bestattet. Dort entstand ab dem späten 5. Jahrhundert nahe ihrem vermeintlichen Grab zu ihren Ehren eine Kirche. 1117 zerstörte ein heftiges Erdbeben die erste Basilika, die um 1123 auf Initiative des Abtes Benzo im romanischen Stil wieder aufgebaut wurde. Während Umbauarbeiten wurden 1174 die Reliquien der hl. Justina wiederentdeckt. Die romanische Kirche wurde abgerissen, um die heutige Renaissancekirche an ihrer Stelle zu errichten, die als eine der größten Kirchen der Welt gilt. Ihre Bauzeit umfasste mehr als ein Jahrhundert, die Reliquien wurden 1562 in einer feierlichen Prozession in das neue Bauwerk verbracht.
Bis zur napoleonischen Säkularisation Anfang des 19. Jahrhunderts existierten weitere Kirchen in der Umgebung wie San Leonino, Santa Maria di Betlemme und der Konvent Santa Maria della Misericordia; sie wurden abgerissen oder für andere Zwecke genutzt.
Aus dem 15. Jahrhundert stammt der Palazzo Angeli, zunächst Wohnsitz von Bessarion und später von Andrea Memmo, der dort Giacomo Casanova zu Gast gehabt haben soll. Heute beherbergt er das Museo del Precinema mit der Collezione Minici Zotti. Der Palazzo Zacco del Pra wurde zwischen 1555 und 1557 erbaut und ist heute Sitz des Militärclubs von Padua. Der Palazzo Verson gehörte seit dem 16. Jahrhundert der venezianischen Familie Grimani; die heutige Fassade stammt aus dem 18. Jahrhundert. Die Loggia Amulea steht an der Stelle des 1608 errichteten Kollegs Mula für adlige Studenten, das 1821 einem Feuer zum Opfer fiel. Zwischen 1859 und 1861 wurde das heutige Gebäude im neugotischen Stil errichtet, in ihm befinden sich Büros der Stadtverwaltung, bis 1989 war es das Hauptquartier der Feuerwehr von Padua.
1913 wurde auf dem Gelände des ehemaligen Klosters Misericordia die Viehmarkthalle Foro Boario errichtet und galt als „eines der modernsten Gebäude jener Zeit“, da es über tierärztliche Einrichtungen, eine Bank, ein Telegrafenamt und ein Restaurant verfügte. Es wurde Ende der 1960er Jahre bis auf das monumentale Portal, den Avancorpo, abgerissen, in dessen Mittelbogen sich eine Skulpturengruppe mit Marktszenen des Bildhauers Antonio Pennello befindet. Das Eingangsportal wurde restauriert und soll künftig Geschäfte und Restaurants beherbergen.
Seit 2009 werden der Platz und seine Umgebung im Rahmen des städtebaulichen Gesamtkonzepts Sistema Prato della Valle verwaltet und gestaltet. Unter das Konzept fallen auch das Foro Boario, das Velodromo Giovanni Monti, das Stadio Silvio Appiani sowie der Vorplatz der Basilika Santa Giustina. Im Zuge der Neugestaltung gibt es den Vorschlag, den unterirdisch verlegten Kanal Alicorno wieder freizulegen. Die seit Jahren diskutierten Pläne, wie etwa der Bau einer Tiefgarage unter dem Gelände des Foro (heute Piazza Isaac Rabin), sind in Padua zum Teil stark umstritten.

## Die Statuen

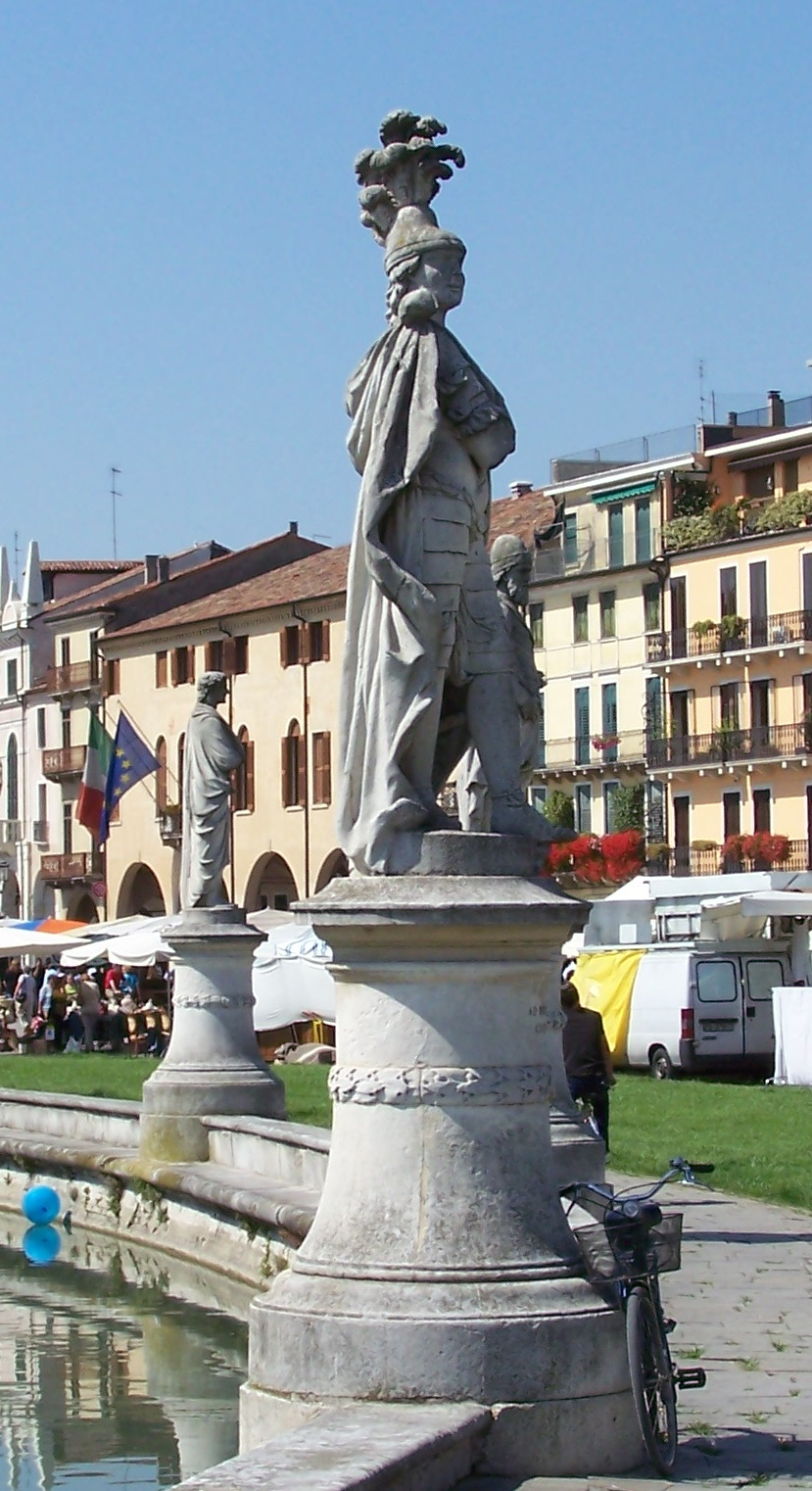
Statue des Trojaners Antenor, der Sage nach Gründer von Padua

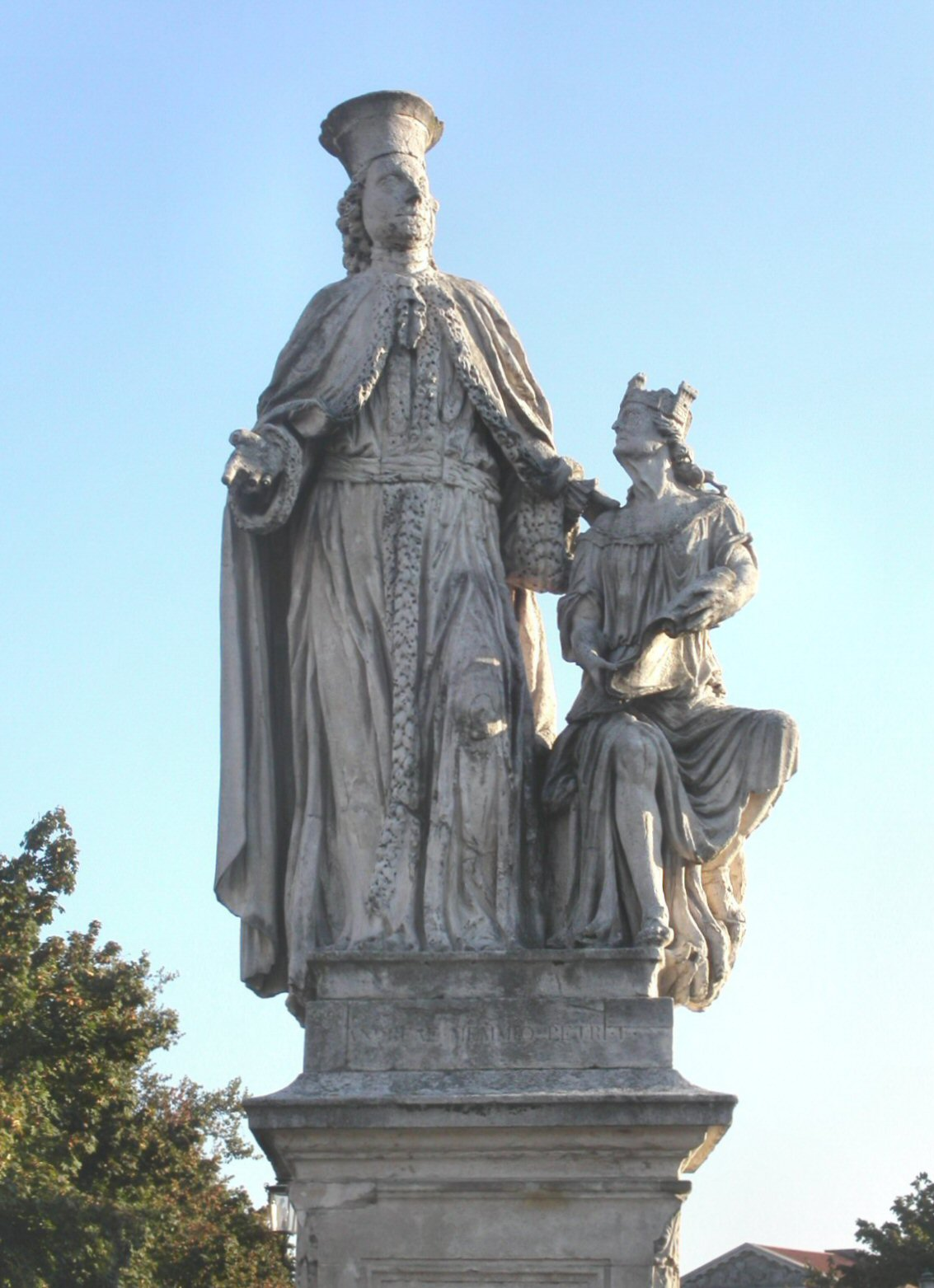
Andrea Memmo

Auf dem Prato della Valle stehen 78 etwa lebensgroße Statuen (40 im äußeren, 38 im inneren Ring). Sie wurden zwischen 1775 und 1838 von verschiedenen Bildhauern aus Kalkstein geschaffen, der in den Colli Berici bei Vicenza (Pietra di Vicenza) abgebaut wird. Dieser weiche Stein eignet sich besonders für die Verwendung in der Bildhauerei, neigt aber auch zur Verwitterung. Seit dem Ende des 19. Jahrhunderts gab es wiederholt Maßnahmen zur Restaurierung und Konservierung der Statuen.
Als erste Statue wurde 1775 eine von Cicero aufgestellt, die durch eine von Memmo gestiftete Skulptur des legendären Stadtgründers Antenor ersetzt wurde, da Cicero keine Beziehung zu Padua hatte. Die letzte der ursprünglichen Statuen war die von Francesco Luigi Fanzago, einem Mediziner der Universität Padua, und wurde 1838 errichtet. Memmo selbst ist ebenfalls als Skulptur vertreten; sie wurde zwei Jahre nach seinem Tod aufgestellt. Statuen von Dante und von Giotto wurden vor die Loggia Amulea postiert.
Während des 19. Jahrhunderts wurde die Statue des Mathematikers Giovanni Poleni, ein Werk von Canova, restauriert, weil sie verwittert war und schließlich 1963 durch eine Kopie ersetzt. Das Original steht in einem Museum.
1782 und 1834 wurden Figuren durch Hagelstürme beschädigt und im Ersten Weltkrieg weitere durch Soldaten. Sie wurden 1895 und 1921 restauriert oder gänzlich neu erstellt.
Immer wieder müssen Restaurierungsarbeiten an den Figuren vorgenommen werden. Langfristig ist geplant, alle Statuen durch Kopien zu ersetzen und die Originale in den Musei Civici degli Eremitani auszustellen, da die Figuren aus dem weichen Kalkstein weiterhin von Verwitterung durch Luftverschmutzung bedroht sind.
Im Januar 2022 wurde im Padovaner Gemeinderat ein Antrag gestellt, auf eine der beiden leeren Piedestale die Statue einer Frau, nämlich von die von Cornaro Piscopia aufzustellen. Im November 2023 wurde vorgeschlagen, auf dem Prato eine Statue der getöteten Giulia Cecchettin aufzustellen. Der Vorschlag fand jedoch wenig Anklang, weil Cecchettin damit als Opfer geehrt werde. Nachdem sich mehreren Tausend Unterstützer einer Petition und der Gemeinderat für die Aufstellung der Statue einer Frau ausgesprochen hatten, lehnte der Denkmalschutzbeauftragte von Padua, Vincenzo Tine, im Juli 2024 dagegen aus.
Die Nummerierung entspricht den Nummern am Fuße der Skulpturen.
| Äußerer Ring - 01 Antonio Diedo - 02 Antenor - 03 Alberto Azzo II. d’Este - 04 Publius Clodius Thrasea Paetus - 05 Torquato Tasso - 06 Pietro d’Abano - 07 Giovanni Francesco Mussato - 08 Pagano Della Torre - 09 Lucio Arunzio Stella - 10 Opsicella - 11 Obelisk - 12 Obelisk - 13 Bernardo Nani - 14 Vettor Pisani - 15 Lodovico Sambonifacio - 16 Marcantonio Michiel - 17 Antonio Barbarigo - 18 Domenico Lazzarin - 19 Taddeo Pepoli - 20 Marco Mantova Benavides - 21 Andrea Mantegna - 22 Papst Paul II. (Pietro Barbo) - 23 Papst Eugen IV. (Gabriele Condulmer) - 24 Bernhardus Trevisanus - 25 Antonio Da Rio - 26 Andrea Da Recanati - 27 Ludovico Ariosto - 28 Albertino Mussato - 29 Giuseppe Tartini (mit Francescantonio Vallotti) - 30 Giovanni Maria Memmo - 31 Michele Morosini - 32 Melchiorre Cesarotti - 33 Obelisk - 34 Obelisk - 35 Francesco Petrarca - 36 Galileo Galilei - 37 Alessandro Orsato - 38 Alteniero Degli Azzoni - 39 Sicco Polenton - 40 Antonio Zacco - 41 Cesare Piovene - 42 Maffeo Memmo - 43 Andrea Navagero - 44 Andrea Memmo | Innerer Ring - 45 leeres Piedestal - 46 Zambono Dotto De’ Dauli - 47 Sperone Speroni - 48 Titus Livius - 49 Gerolamo Savorgnan - 50 Fortunio Liceti - 51 Lodovico Buzzaccarini - 52 Giovanni Poleni - 53 Guglielmo Malaspina degli Obizzi - 54 Giovanni Dondi dell’Orologio - 55 Obelisk - 56 Obelisk - 57 Antonio Schinella de’ Conti - 58 Jacopino De’ Rossi - 59 Gustavo Adamo Baner - 60 Gustav II. Adolf (Schweden) - 61 Matteo De’ Ragnina - 62 Hiob Ludolf - 63 Stefano Gallini - 64 Filippo Salviati - 65 Oberto Pallavicino - 66 Papst Alexander VIII. (Pietro Ottoboni) - 67 Papst Clemens XIII. (Carlo Rezzonico) - 68 Antonio Canova (mit dem Prokurator Antonio Capello) - 69 Francesco Luigi Fanzago - 70 Francesco Pisani - 71 Giulio Pontedera - 72 Niccolò Tron - 73 Francesco Guicciardini - 74 Jacopo Menochi - 75 Johann III. Sobieski - 76 Stephan Báthory - 77 Obelisk - 78 Obelisk - 79 Pietro Danieletti (mit Gianbattista Morgagni) - 80 Rainiero Vasco - 81 Francesco Morosini - 82 Gerolamo Liorsi - 83 Antonio Savonarola - 84 Marino Cavalli - 85 Andrea Briosco (mit Gaspara Stampa) - 86 Albertino Papafava - 87 Giovanni Michele Savonarola - 88 leeres Piedestal |  | Statuen von venezianischen Dogen, die in der napoleonischen Zeit 1797 zerstört wurden: - Antonio Grimani - Marcantonio Giustinian - Alvise Mocenigo - Marcantonio Memmo - Francesco Morosini (als Figur Nr. 81, abgebildet als Römer, vorhanden) - Domenico Contarini |